# Hileithia decostalis
Hileithia decostalis là một loài bướm đêm trong họ Crambidae.